# Gilbert Stanley Underwood

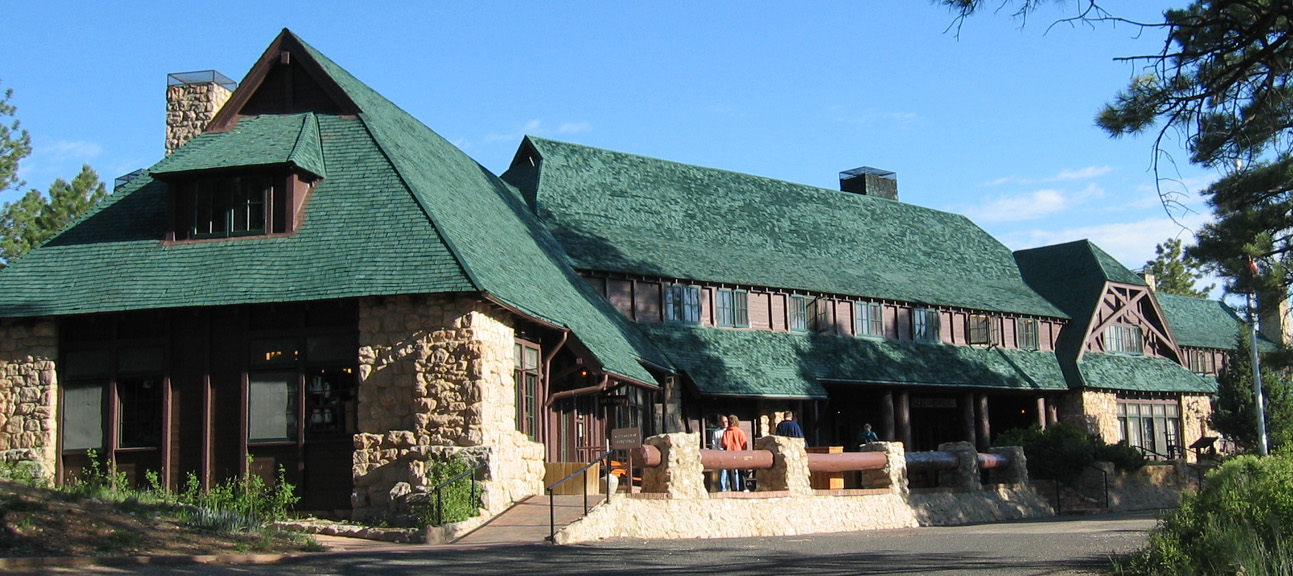
De Bryce Canyon Lodge

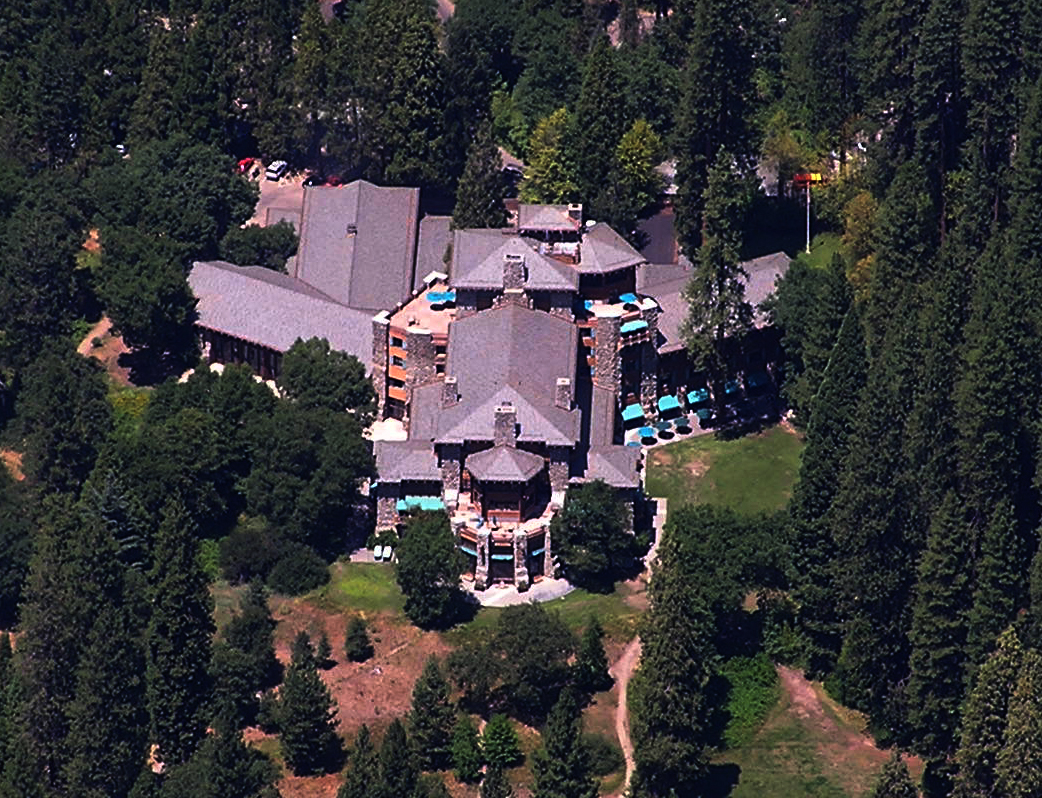
Het Ahwahnee Hotel in Yosemite

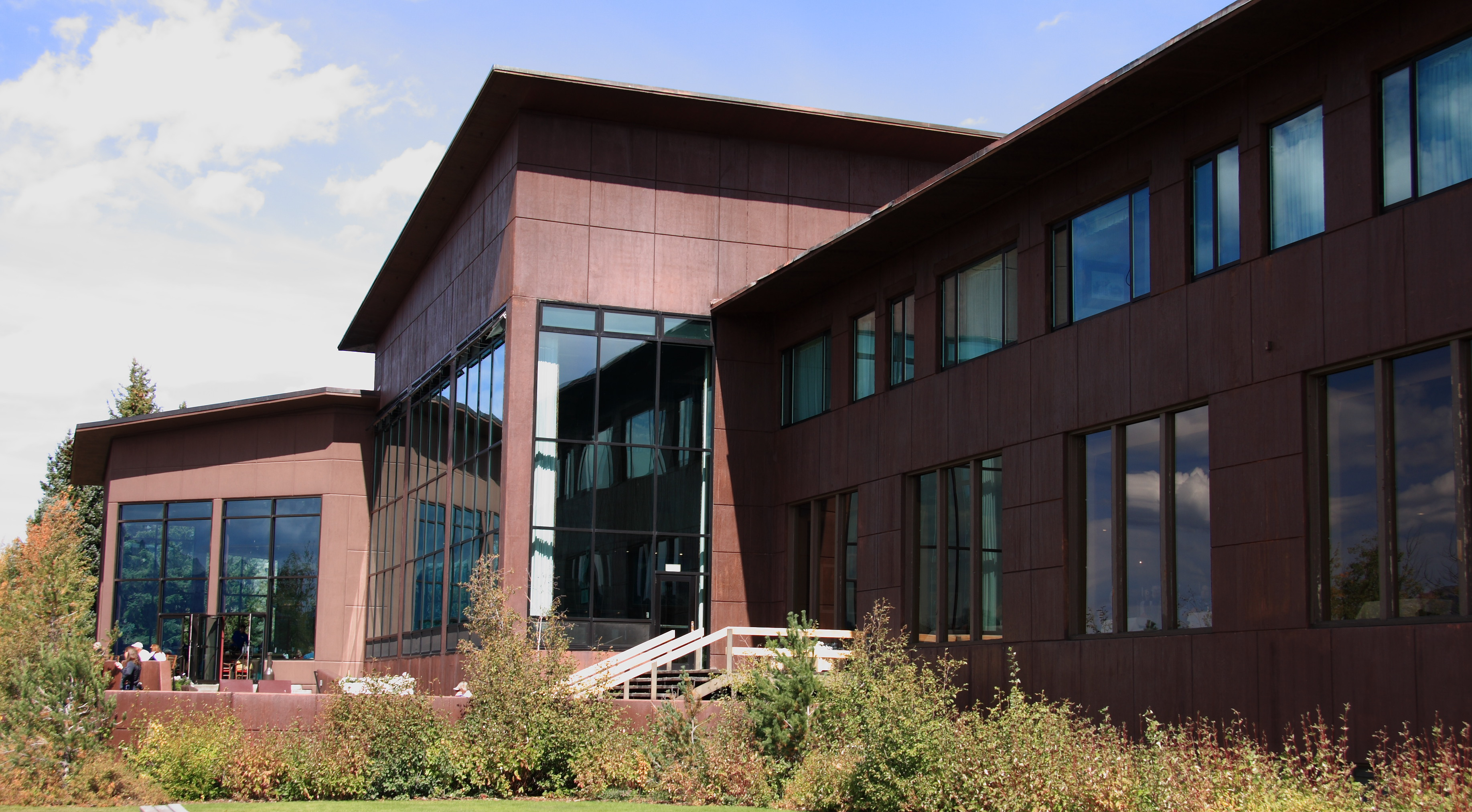
Underwoods laatste grote project was de Jackson Lake Lodge in Grand Teton National Park

Gilbert Stanley Underwood (Oneida, 5 juni 1890 – Broward County, 3 augustus 1961) was een Amerikaans architect die bekend werd om zijn rustieke lodges in de nationale parken van de Verenigde Staten.

## Biografie
Underwood ontving zijn bachelordiploma in 1920 aan Yale en zijn master in 1923 aan Harvard. Hij opende een eigen kantoor in Los Angeles en werd sindsdien met Daniel Ray Hull geassocieerd, de architect van de National Park Service. Underwood kreeg een commissie van de Utah Parks Company (een dochterbedrijf van de Union Pacific Railroad) dat de nationale parken mee ontwikkelde in de hoop nieuwe bestemmingen voor treinreizigers te creëren. Underwood ontwierp in die periode lodges voor Cedar Breaks, Bryce Canyon en Grand Canyon National Park. Bovendien ontwierp Underwood het Ahwahnee Hotel in Yosemite, vermoedelijk zijn grootste triomf in de rustieke architectuur.
Gilbert Stanley Underwood ontwierp ook stationsgebouwen voor Union Pacific. In 1929 bouwde hij het art deco Union Station van Omaha (Nebraska). In 1932 sloot Underwood zich aan bij het Federal Architects Project. Tijdens zijn periode bij de federale overheid tekende Underwood de preliminaire plannen voor de beroemde Timberline Lodge op Mount Hood en tekende hij meer dan twintig postkantoren, twee grote overheidsgebouwen en het Harry S. Truman Building.
Na zijn pensioen werkte Underwood aan zijn laatste grote opdracht, het ontwerp van de Jackson Lake Lodge (1955) in Grand Teton National Park.
Underwood overleed in 1960.

## Bouwwerken (selectie)
- Cedar Breaks Lodge in Cedar Breaks National Monument (1924, gesloopt in 1972)
- Bryce Canyon Lodge in Bryce Canyon National Park (1925)
- Ahwahnee Hotel in Yosemite National Park (1926)
- Old Faithful Lodge in Yellowstone National Park (1926-1927)
- Zion Lodge in Zion National Park (1927, afgebrand in 1966, daarna herbouwd in een andere stijl, maar hersteld in zijn oorspronkelijke stijl in de jaren 90)
- Union Station in Omaha (Nebraska) (1931)
- Grand Canyon Lodge op de North Rim in Grand Canyon National Park (1928, afgebrand in 1932, herbouwd in licht aangepaste stijl)
- Postkantoor in Beacon (New York) (1934, in samenwerking met Charles Rosen)
- The Lodge in Sun Valley (Idaho) (1936)
- Postkantoor in het Rincon Center in San Francisco (1940)
- Jackson Lake Lodge in Grand Teton National Park (1955)

- Library of Congress Control Number: n88232467
- SNAC: w6tf3q9m
- Union List of Artist Names: 500033294
- Virtual International Authority File: 95886327
- WorldCat: E39PBJtX6fGJGTTK9m34DMxMT3